# Lewada (hydrologia)

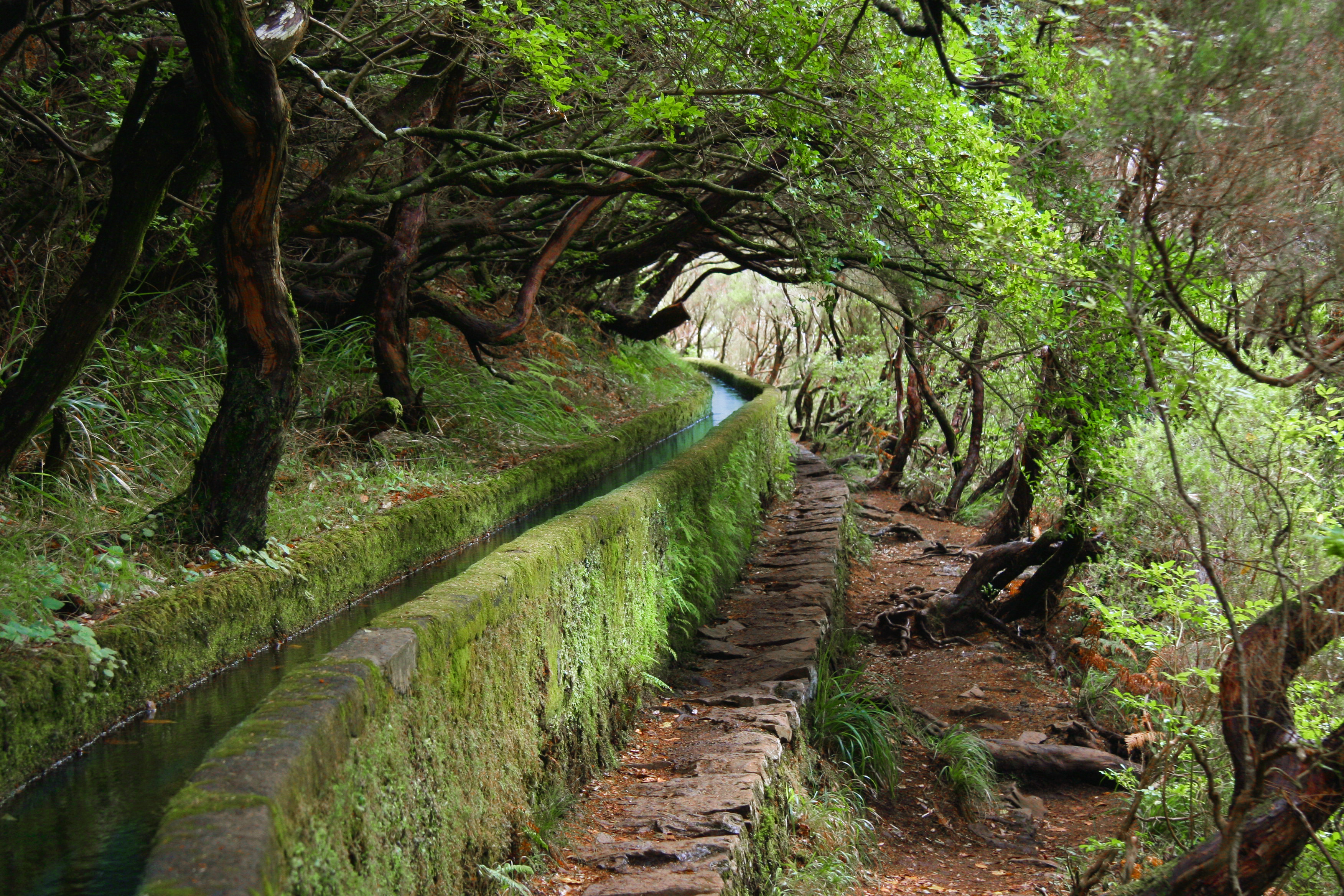
Lewada na Maderze

Lewada – rodzaj kanału irygacyjnego typowego dla Madery, portugalskiej wyspy na Oceanie Atlantyckim.
Sieć kanałów na Maderze służy transportowaniu wody deszczowej z północy na południe wyspy. Na wyspie znajduje się ok. 200 kanałów, a całkowita długość lewad wynosi ok. 2500 km.
Lewady zostały wybudowane w XVI w. dla nawodnienia upraw owoców, trzciny cukrowej i bananowców znajdujących się na południu wyspy chłodniejszą wodą z północy.  Charakterystyczna dla lewady jest ścieżka biegnąca wzdłuż kanału pozwalająca na kontrolowanie go i zapewnienie drożności. Obecnie wiele z tych ścieżek jest trasami spacerowymi i atrakcją turystyczną. 

## Lewada w kulturze
- Malwy na lewadach to tytuł zbioru reportaży polskiej autorki i reportażystki Barbary Wachowicz.